# Tangdi (köpinghuvudort i Kina, Hubei Sheng, lat 31,24, long 113,59)
Tangdi är en köpinghuvudort i Kina. Den ligger i provinsen Hubei, i den centrala delen av landet, omkring 99 kilometer nordväst om provinshuvudstaden Wuhan. Antalet invånare är 25 578. Befolkningen består av 12 841 kvinnor och 12 737 män. Barn under 15 år utgör 12,0 %, vuxna 15-64 år 76 %, och äldre över 65 år 10,0 %.
Runt Tangdi är det tätbefolkat, med 819 invånare per kvadratkilometer. Närmaste större samhälle är Anlu, 8,9 km öster om Tangdi. Trakten runt Tangdi består till största delen av jordbruksmark.
Genomsnittlig årsnederbörd är 1 301 millimeter. Den regnigaste månaden är juli, med i genomsnitt 192 mm nederbörd, och den torraste är december, med 15 mm nederbörd.